# Américanocentrisme

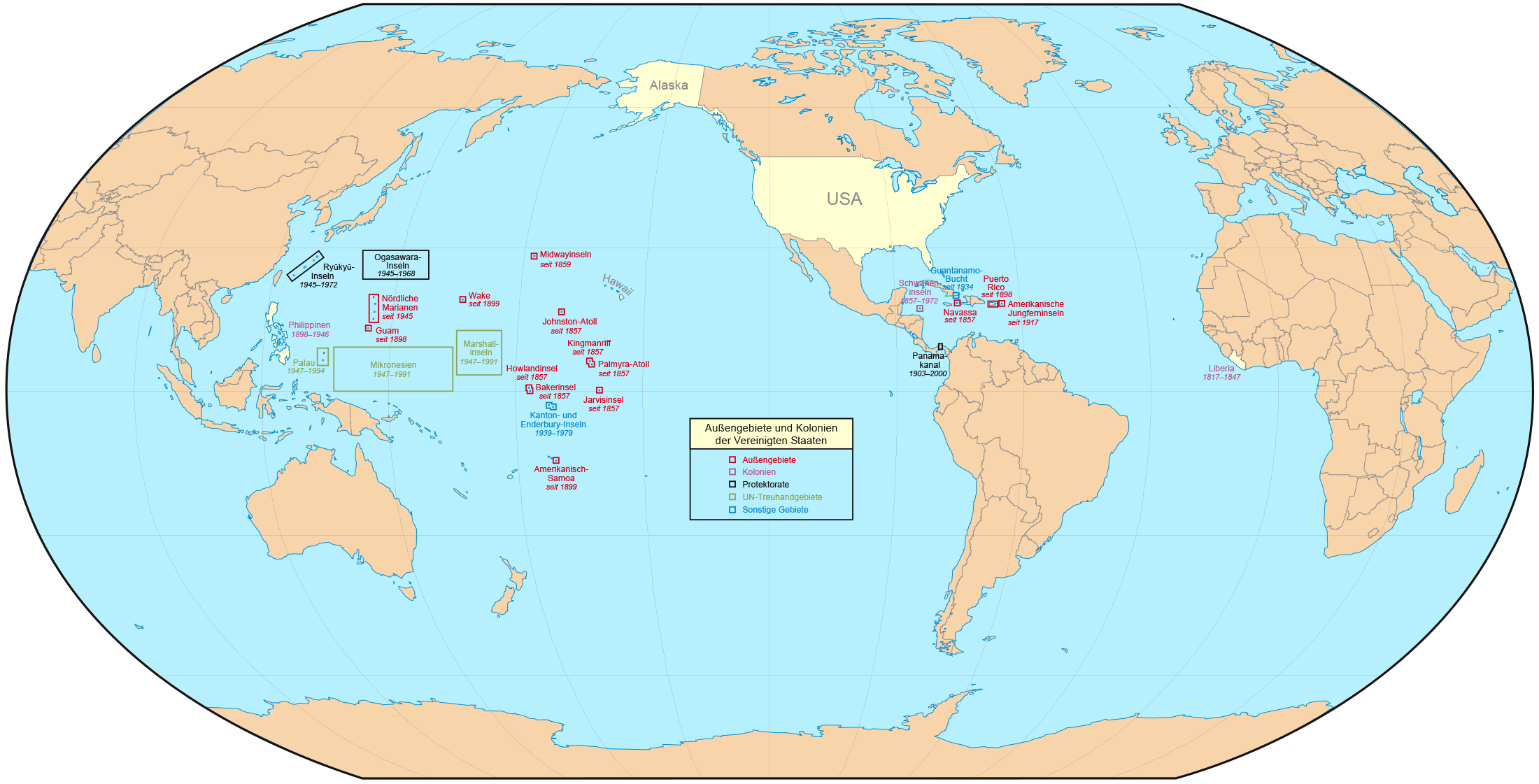
Carte du monde centrée autour des États-Unis

Ne doit pas être confondu avec exceptionnalisme américain.
L'américanocentrisme est la tendance à valoriser la culture américaine et à l'étendre à la compréhension d'autres cultures. Elle peut être soit consciente soit inconsciente.
Dans le domaine de l'industrie cinématographique par exemple, il explique un manque d'intérêt des Américains pour les films des autres pays.
Selon le Monde diplomatique, la nouvelle architecture de défense américaine reposera sur trois piliers : "l’américano-centrisme, c’est-à-dire une doctrine d’utilisation des forces maximisant les intérêts nationaux, y compris dans les opérations conjointes avec les alliés. Ensuite, l’emprise mondiale, ou la capacité de projeter des forces partout, à tout moment et en toute circonstance. Enfin, la suprématie perpétuelle, autrement dit le recours à la science, à la technologie et aux ressources économiques pour assurer la supériorité permanente des forces armées américaines".[Passage à actualiser]

## Cinéma
La culture et le mode de vie américains, « American way of life », largement diffusés par le cinéma (Hollywood) et la télévision (séries) sont devenus une référence pour l'essentiel de la population mondiale. Les industries culturelles américaines sont fortement exportatrices et dominent l'essentiel des marchés mondiaux avec leurs « blockbusters » à forte rentabilité. Sur la plupart des marchés mondiaux développés, le cinéma américain oscille entre 50 et 80 % de parts de marché.

## Critiques
Wikipédia en anglais a été critiqué pour avoir un biais systémique américain en ce qui concerne sa préférence occasionnelle pour les sources, la langue et l'orthographe en anglais américain.
Selon la Commission européenne, la gouvernance de l'internet (en particulier celle liée à la NSA) est trop américaine. Elle a critiqué le rôle majeur de la société américaine ICANN dans son administration.